# Sanbaishan (köpinghuvudort i Kina, Jiangxi Sheng, lat 24,95, long 115,37)
Sanbaishan (kinesiska: 三百山, 三百山镇) är en köpinghuvudort i Kina. Den ligger i provinsen Jiangxi, i den sydöstra delen av landet, omkring 420 kilometer söder om provinshuvudstaden Nanchang. Antalet invånare är 14 369. Befolkningen består av 7 046 kvinnor och 7 323 män. Barn under 15 år utgör 25,0 %, vuxna 15-64 år 66 %, och äldre över 65 år 7,0 %.
Runt Sanbaishan är det ganska tätbefolkat, med 120 invånare per kvadratkilometer. Närmaste större samhälle är Kongtian, 7,3 km väster om Sanbaishan. I omgivningarna runt Sanbaishan växer i huvudsak städsegrön lövskog.
Genomsnittlig årsnederbörd är 1 969 millimeter. Den regnigaste månaden är maj, med i genomsnitt 376 mm nederbörd, och den torraste är oktober, med 19 mm nederbörd.